# Mike Melvoin
Mike Melvoin (10. května 1937, Oskosh, Wisconsin, USA – 22. února 2012, Burbank, Kalifornie, USA) byl americký jazzový pianista. Spolupracoval s hudebníky, jako byli Gábor Szabó, Frank Sinatra nebo Milt Jackson. V roce 1975 se podílel na albu Nighthawks at the Diner Toma Waitse. Jeho děti Wendy Melvoin, Jonathan Melvoin a Susannah Melvoin jsou též hudebníci.